# 塩竈市立第一中学校
塩竈市立第一中学校（しおがましりつ だいいちちゅうがっこう）は、宮城県塩竈市にある公立中学校。

## 校是
誇り、希望、理想

## 沿革
- 1947年（昭和22年）4月1日 - 開校
- 1961年（昭和36年）4月1日 - 玉川分校開校
- 1962年（昭和37年）4月1日 - 玉川分校が玉川中学校として開校
- 1989年（平成元年）7月 - 新校舎完成

## 学区
- 第一小学校及び第二小学校のうち伊保石1番〜2番地169・3〜24番地15・25番地・139番以上・今宮町・梅ケ丘団地・梅の宮・庚塚1番〜101番・庚塚53番128番133番(かのえの杜団地）・北浜一丁目・北浜二丁目・小松崎・清水沢一丁目11番〜15番と17番〜20番・清水沢三丁目1番〜23番・清水沢四丁目1番〜2番と9番〜18番及び28番〜・松陽台二丁目13番〜17番・松陽台三丁目の25番・千賀の台二丁目13番と14番・長沢・長沢町の区域

## 所在地
- 宮城県塩竈市みのが丘3-1

## 交通アクセス
- JR仙石線本塩釜駅より徒歩14分。

## 出身者
- 佐藤昭（前塩竈市長）
- 山寺宏一（声優）